# Charles Lefebvre-Desnouettes

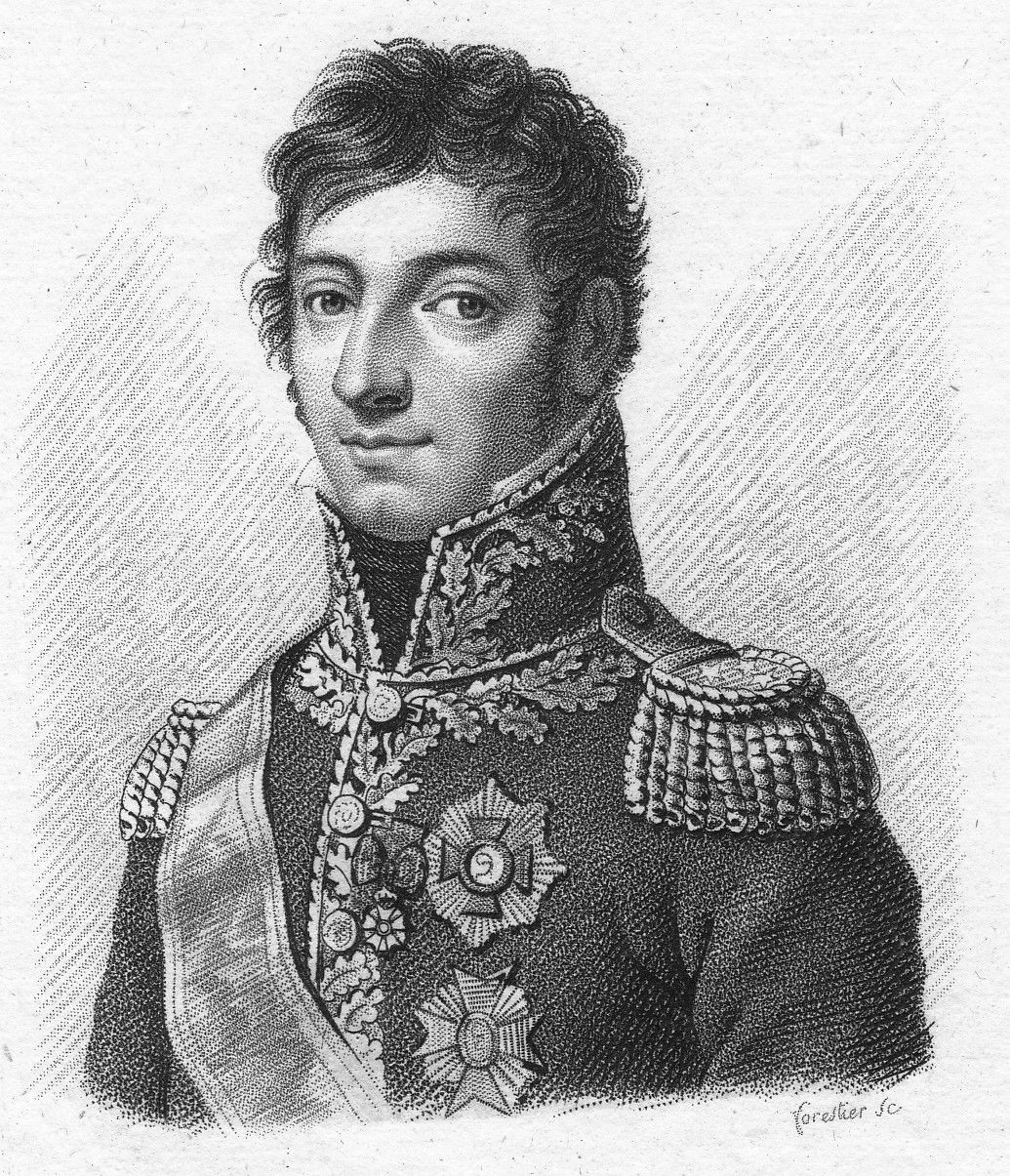
Charles Lefebvre-Desnouettes

Charles Lefebvre-Desnouettes (lub Desnoettes, ur. w 1773, zm. 22 kwietnia 1822) – francuski generał kawalerii, który po wojnach napoleońskich wyemigrował do Stanów Zjednoczonych.

## Życiorys
Wstąpił do wojska w roku 1792 służąc w wielu kampaniach prowadzonych przez Francję po rewolucji. Po sześciu latach dosłużył się stopnia kapitana i został aide-de-camp generała Bonaparte. Po bitwie pod Marengo został ponownie awansowany, a pod Austerlitz Napoleon mianował go pułkownikiem. Brał również udział w kampanii pruskiej w latach 1806–1807.
W 1808 został generałem brygady i baronem cesarstwa. Skierowany do Hiszpanii dowodził pierwszym, nieudanym oblężeniem Saragossy. Na polu bitwy pod Tudelą wykazał się prawdziwym talentem, ale pod koniec roku 1808 został wzięty do niewoli przez kawalerię brytyjską w czasie akcji pod Benavente.
Przez ponad dwa lata był jeńcem angielskim zwolnionym na słowo i mieszkającym na wolności w Cheltenham. W roku 1811 lub wiosną 1812 udało mu się uciec na kontynent i w czasie wojny z Rosją w 1812 ponownie dowodził kawalerią gwardii. W ostatnich kampaniach lat 1813 i 1814 jego kawalerzyści odznaczyli się w kilku bitwach, zwłaszcza pod La Rothiere i Montmirail. Sto dni spędził u boku Napoleona i został ranny pod Waterloo.
Zwycięzcy skazali go na śmierć, ale ponownie uciekł, tym razem do Stanów Zjednoczonych, gdzie spędził kolejne kilka lat uprawiając bez większego powodzenia winnicę i śląc listy do króla Ludwika z prośbami o zezwolenie na powrót. Gdy jednak taką zgodę otrzymał i wyruszył do Francji, zginął na amerykańskim statku Albion, który zatonął u wybrzeży Irlandii wraz z całą załogą 22 kwietnia 1822 roku.